# Стахурский, Михаил Михайлович
Михаил Михайлович Стахурский (укр. Михайло Михайлович Стахурський; 11 (24) января 1903, с. Вився, Ольховецкая волость, Каменец-Подольский уезд, Подольская губерния, Российская империя — 10 апреля 1971, Киев, Украинская ССР, СССР) — советский украинский государственный, партийный и военный деятель.
Генерал-лейтенант (13.09.1944). Член ЦК КП Украины (1949—1956, 1960—1961). Член ЦК КПСС (1956—1961).

## Биография
Родился 11 (24) января 1903 в селе Вився Ольховецкой волости Каменец-Подольского уезда Подольской губернии Российской империи (ныне село в составе Закупновской поселковой общины Каменец-Подольского района Хмельницкой области Украины), в семье рабочего.
Трудовую деятельность начал в 1914 наёмным рабочим, затем работал на маслобойном и лесопильном заводах. В 1919—1923 годах служил в Красной армии.
Член РКП(б) с 1921. 
В 1923-1924 годах был председателем Плотниковского сельского совета Алтайской губернии РСФСР.
В 1924-1925 годах был секретарем Ольшанского уездного комитета комсомола Сумской области.
В 1925-1927 годах работал политиком в Красной Армии.
В 1927-1933 гг. был председателем районной контрольной комиссии Рабоче-крестьянской инспекции, секретарем партийного бюро, заведующим отделом Конотопского райкома КП(б)У; секретарь Корюковского райкома Коммунистической партии Украины в Черниговской области.
В 1933-1935 годах был директором совхоза в Херсонской области, заместителем директора научно-исследовательского института в Аскании-Нова, директором машинно-тракторной станции. 

### Образование
В 1941 окончил Днепропетровский сельскохозяйственный институт.
В 1952 окончил Курсы переподготовки при ЦК ВКП(б). 

### Трудовая деятельность
- 1939—1941 гг. — заместитель народного комиссара земледелия Украинской ССР.
- 31.7-1.9.1942 гг. — член Военного Совета 21-й армии, полковой комиссар.
- 13.9.1942-? гг. — член Военного Совета 24-й армии, полковой комиссар.
- 3-10.1943 гг. — член Военного Совета Центрального фронта по тылу, генерал-майор интендантской службы, позже генерал-лейтенант.
- 10.1943-4.1944 гг. — член Военного Совета Белорусского фронта, генерал-лейтенант.
- 4-5.1944 гг. — член Военного Совета 1-го Белорусского фронта, генерал-лейтенант.
- 11.5.1944-1945 гг. — член Военного Совета 2-го Украинского фронта, генерал-лейтенант.
- ?-7.1945 гг. — заместитель председателя Советской контрольной комиссии в Венгрии, генерал-лейтенант.
- 7.1945-1951 гг. — первый секретарь Винницкого областного комитета КП(б) Украины.
- 28.1.1949-17.1.1956 гг. — член ЦК КП(б) — КП Украины.
- 1952-7.1955 гг. — первый секретарь Полтавского областного комитета КП(б) — КП Украины.
- 19.7.1955-22.2.1957 гг. — первый секретарь Хабаровского краевого комитета КПСС.
- 5.1957-2.1961 гг. — первый секретарь Житомирского областного комитета КП Украины.

Член ЦК КПСС (1956—1961). Депутат Верховного Совета СССР 2-4 созывов. Член ЦК КП Украины (1960—1961).
Скончался 10 апреля 1971 года. Похоронен на Байковом кладбище Киева.

## Награды
- три ордена Ленина (в том числе 15.01.1944; 23.01.1948)
  - Орден Ленина — Указом Президиума Верховного Совета СССР «О награждении орденами генералов, офицерского, сержантского и рядового состава Красной Армии» от 15 января 1944 года «за образцовое выполнение боевых заданий командования на фронте борьбы с немецкими захватчиками и проявленные при этом доблесть и мужество»[1]
- орден Кутузова I степени (13.06.1944)
- орден Богдана Хмельницкого I степени (28.04.1945)
- два орден Отечественной войны I степени (04.02.1943; 27.08.1943)
- медали